# Linch
Linch är en civil parish i Storbritannien.   Den ligger i grevskapet West Sussex och riksdelen England, i den södra delen av landet, 70 km sydväst om huvudstaden London. Arean är 3,4 kvadratkilometer.
Terrängen i Linch är platt.